# ALV X-1

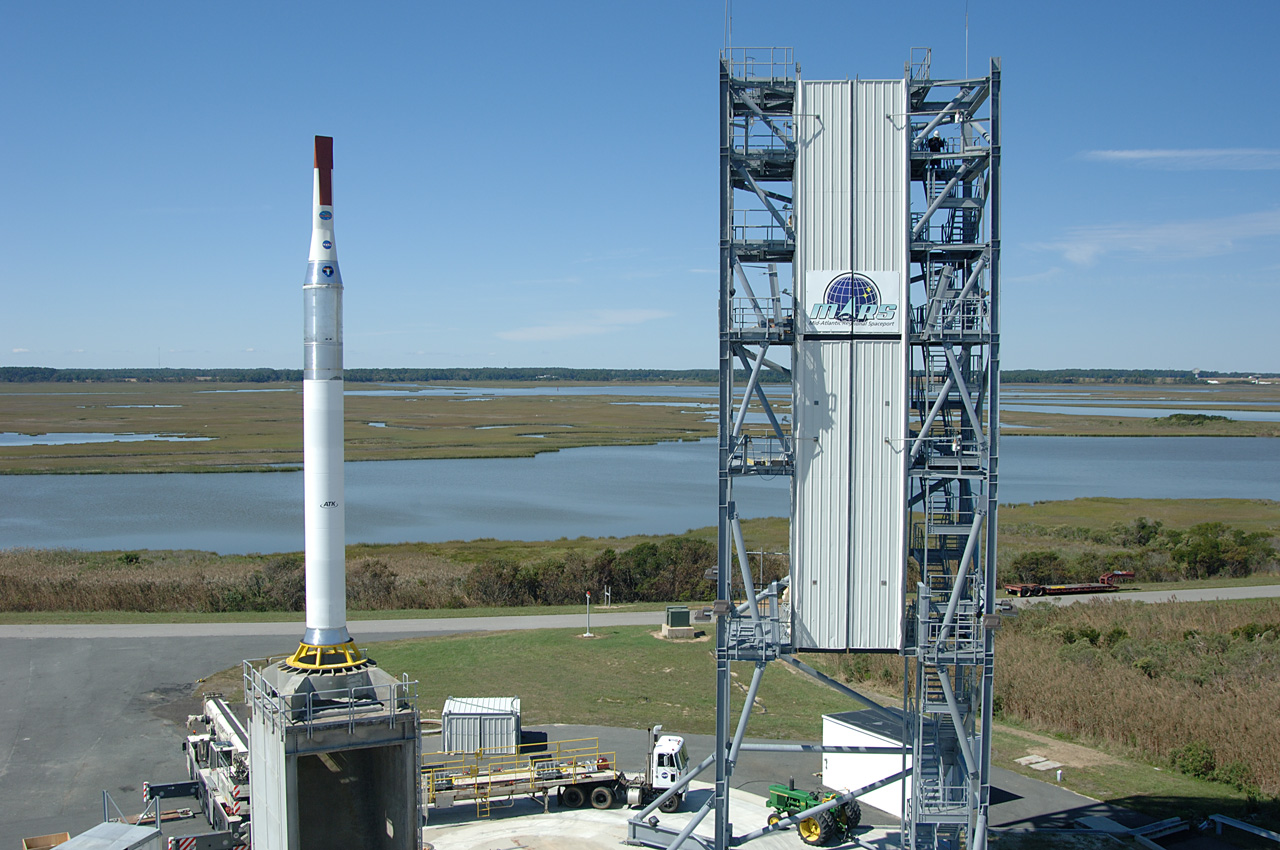
ALV X-1 auf dem Startplatz 0B des Mid-Atlantic Regional Spaceport

Das ALV X-1 (ATK Launch Vehicle X-1) war eine Höhenforschungsrakete des US-amerikanischen Industriekonzerns Alliant Techsystems (ATK). Nur ein Exemplar dieser Rakete wurde gebaut und am 22. August 2008 kurz nach dem Start gesprengt.
Das ALV X-1 basierte auf der Erststufe Orion-50SXL der Rakete Pegasus XL und einer Star-37FM als Zweitstufe. Es sollte der erste Schritt zur Entwicklung einer größeren Höhenforschungsrakete und von zwei orbitalen Trägerraketen sein; diese Projekte wurden jedoch nicht mehr realisiert.

## Start
Der Start erfolgte am 22. August 2008 um 5:10 Uhr Ortszeit vom Mid-Atlantic Regional Spaceport an der Ostküste der Vereinigten Staaten. Geplant war ein Flug bis etwa 400 Kilometer Höhe. Die Rakete kam jedoch schnell vom Kurs ab. Nach 20 Sekunden belief sich die Kursabweichung auf 16 Grad, womit die Grenze der vorher festgelegten Sicherheitszone erreicht war; daher löste das Bodenpersonal die Selbstzerstörung der Rakete aus.
Nutzlast des Flugs waren zwei Experimente der NASA und eines des U.S. Naval Research Laboratory. Das NASA-Experiment „Hy-Bolt“ (Hypersonic Boundary Layer Transition, sichtbar auf der Raketenspitze) sollte während des Aufstiegs Temperatur und Druck der komprimierten Luft oberhalb der Rakete messen. Anschließend sollten drei Sonden des Wiedereintrittsexperiments „Soarex“ (Sub-Orbital Aerodynamic Re-entry Experiments) des Ames Research Center ausgesetzt werden. Die NASA bezifferte die Kosten für diese Projekte auf insgesamt 17 Millionen US-Dollar. Bei der Navy-Nutzlast handelte es sich um das Experiment „Melonsat“, eine GPS-basierte Ortungsboje für Rettungseinsätze auf dem Meer. Sie sollte eine Woche lang ein Funksignal mit ihren Koordinaten senden.
Zumindest eines der Experimente, die Sonde „Soarex 6“, überstand die Explosion und übertrug eine Videoaufnahme, die auch Raketentrümmer zeigt.